# EMS aks Synthi
El EMS aks Synthi es un sintetizador modular analógico portátil (compactado en una cómoda valija manual). Es fabricado por EMS, empresa de Inglaterra. Este sintetizador está disponible en el mercado desde 1971, y desde 1972 cuenta con teclado y secuenciador incorporado.
El precio inicial con el que fue lanzado al mercado fue de 450 libras.
Una de las características más particulares de este sintetizador es su sistema de "pines parche" que permite simplificar en un pequeño panel todos lo ruteos que se hacen por medio de cables en un sintetizador modular normal.
Ha sido utilizado entre otros músicos famosos por Pink Floyd, Brian Eno y The Chemical Brothers.
- Datos: Q5816162